# Управление с прогнозирующими моделями
Управление с прогнозирующими моделями — один из современных методов теории управления использующийся в основном в управлении производственными процессами, к примеру в химической промышленности и в нефтепереработке. Широко стал применяться с начала 80-х годов XX века. Является улучшением классического управления с отрицательной обратной связью, в котором учитывается предсказание поведения объекта управления на различные типы входных воздействий. Обратная связь в таких системах управления используется для корректировки неточностей, связанных с внешними помехами и неточностью математической модели объекта управления. Регулятор полагается на эмпирическую модель процесса для того, чтобы предсказать дальнейшее его поведение, основываясь на предыдущих значениях переменных состояния. Модель объекта управления обычно выбирается линейной.

## Внешние ссылки
- Пособие по Model Predictive Control Toolbox на образовательном сайте Exponenta.ru